# Muzeum dřevěného porculánu

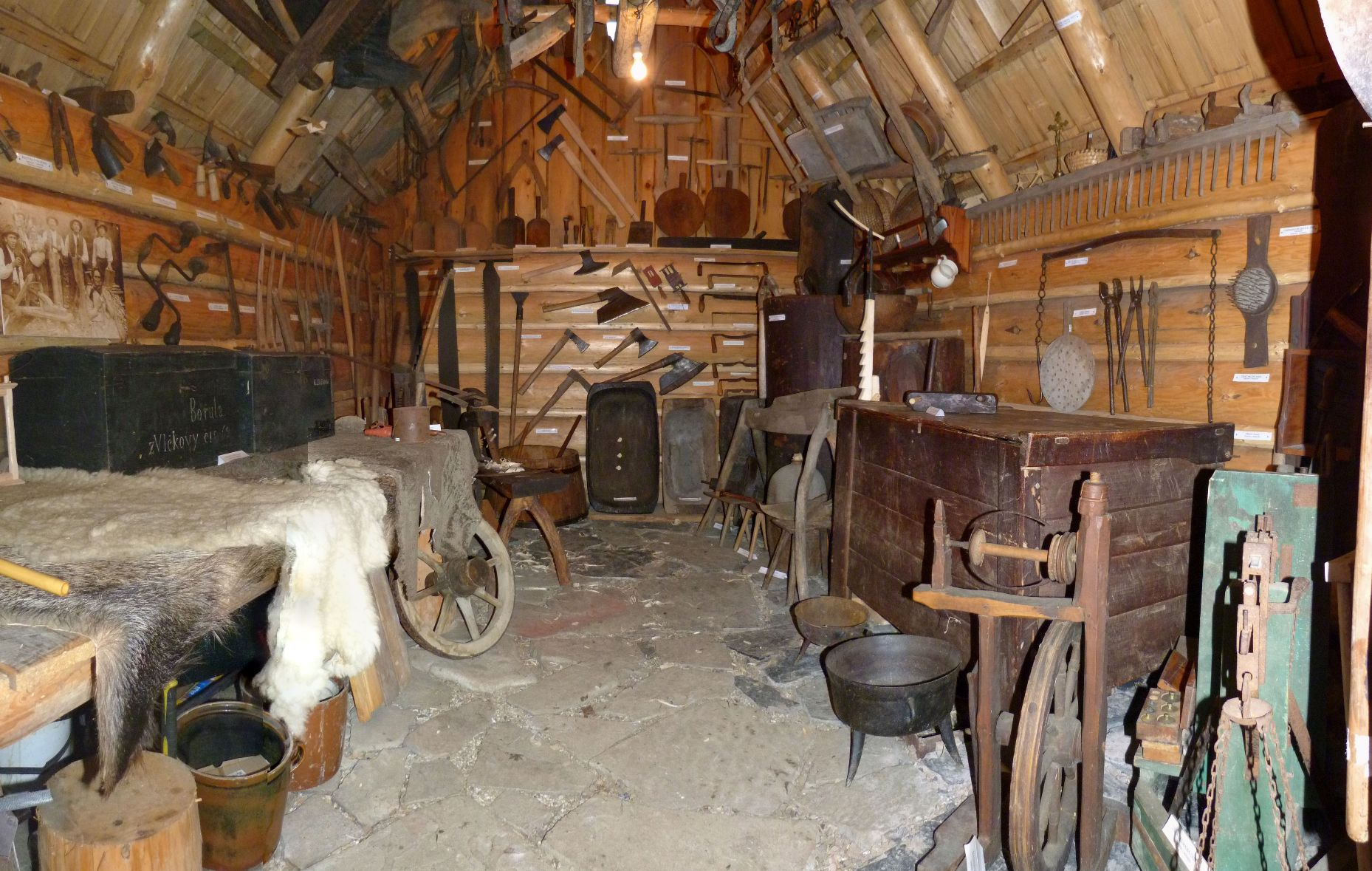
Interiér koliby se sbírkami

Muzeum dřevěného porculánu se nachází ve valašské vesnici Držková a zachycuje zdroj obživy držkovských občanů - podomáckou výrobu dřevěného nářadí a náčiní. Muzeum je otevřeno celoročně po domluvě.

## Kopie roubené zvonice z Vlčkové
Zvony ve zvonicích či kostelích v každé době sloužily k organizaci společenského života. Masově se zvonice stavěly po roce 1751, kdy bylo Marií Terezií vydáno nařízení, které předepisovalo postavit v každé obci zvonici a studnu. Zvony neohlašovaly pouze požáry. Ohlašovaly příchod nového dne, poledne, klekání, úmrtí, válečné i živelní pohromy. Zvonívalo se dokonce i při velkých bouřkách, protože lidé věřili, že tak zastaví blesky a rozeženou mraky.

## Soubor včelích úlů - klátů
Včelí úly - kláty prezentují kromě dřevovýroby další způsob přivýdělku Držkovjanů.

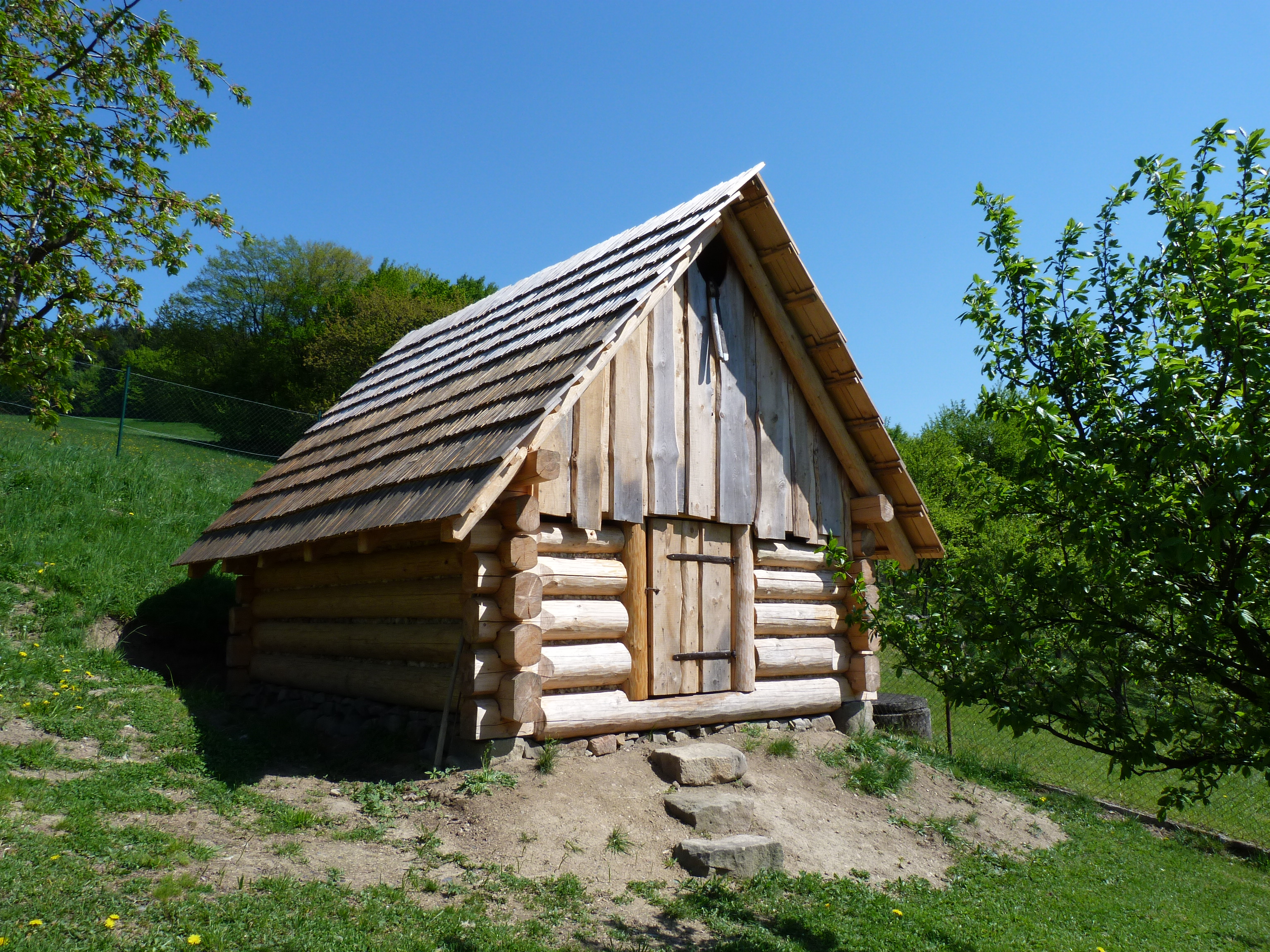
Salašnická koliba v Muzeu dřevěného porculánu

## Koliba

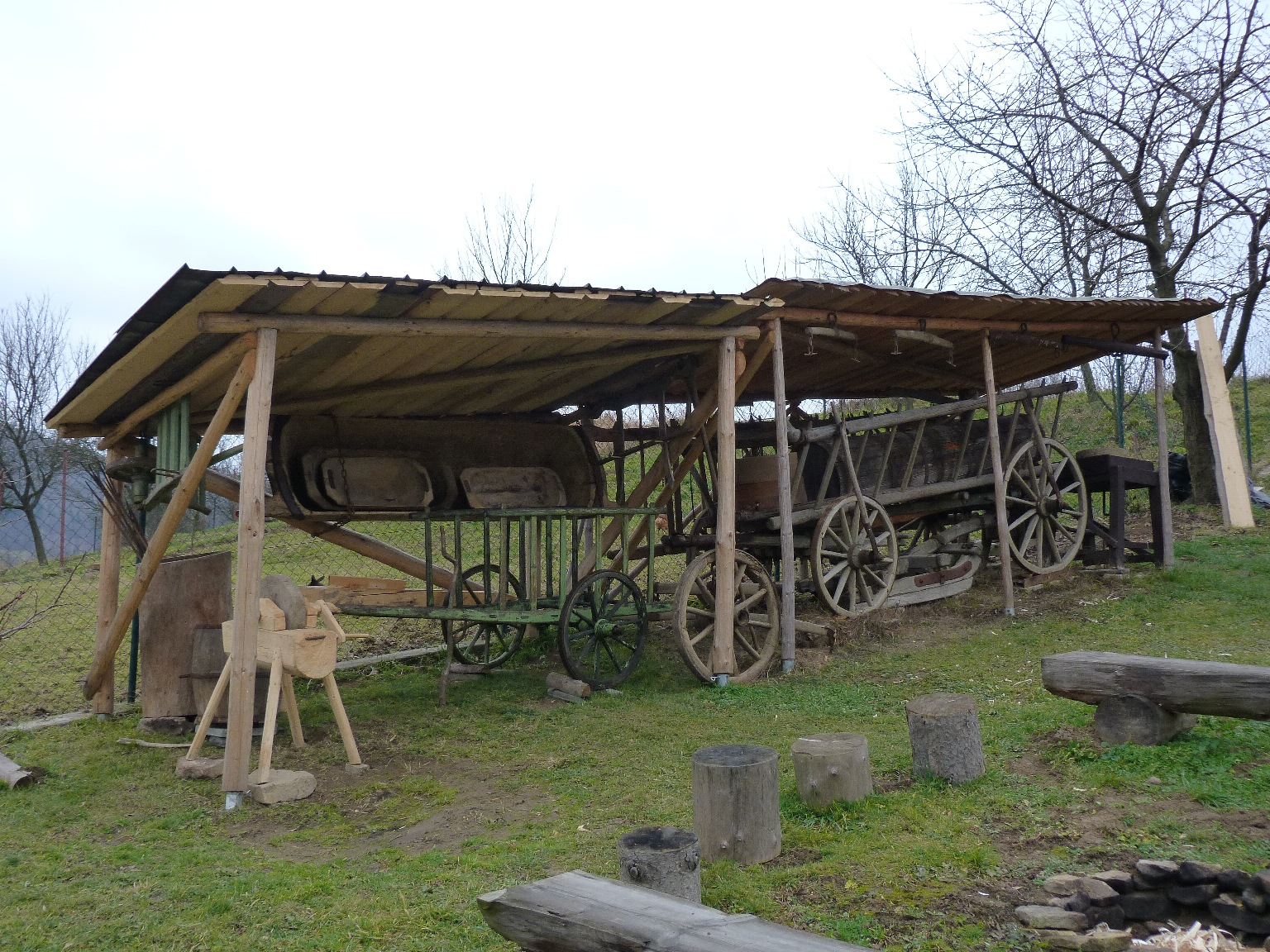
Přístřešek pajta a venkovní expozice

Hlavní budovou muzea je roubená salašnická stavba - koliba. Takové koliby stávaly na Valašsku na kopcích, většinou daleko od osady, a sloužily jako sezónní příbytek pastevců ovcí. Uvnitř každé koliby bylo otevřené ohniště, které sloužilo ke zpracovávání ovčího mléka. K odvádění kouře z koliby sloužily otvory ve štítu. Na jaře, kdy bačové vyháněli stáda ovcí na salaš, byl v kolibách slavnostně rozděláván oheň a nesměl uhasnout až do podzimu, kdy byla stáda opět hnána zpět do obce. Stavebně se koliby velmi lišily. Stavěly se dokonce i koliby přenosné, např. na velkých saních, které se po mokré trávě táhly párem volů. Koliby měly podle některých pramenů stát i na území obce Držkové. Uvnitř této koliby je expozice podomácky vyrobeného dřevěného nářadí a náčiní, či jak jej sami výrobci ctnostně nazývali dřevěného porculánu. V blízkosti koliby stávaly i přístřešky zvané pajta. Ty sloužily jako útočiště pro ovce v době nepohody a velkých dešťů.

## Expozice dřevěného porculánu

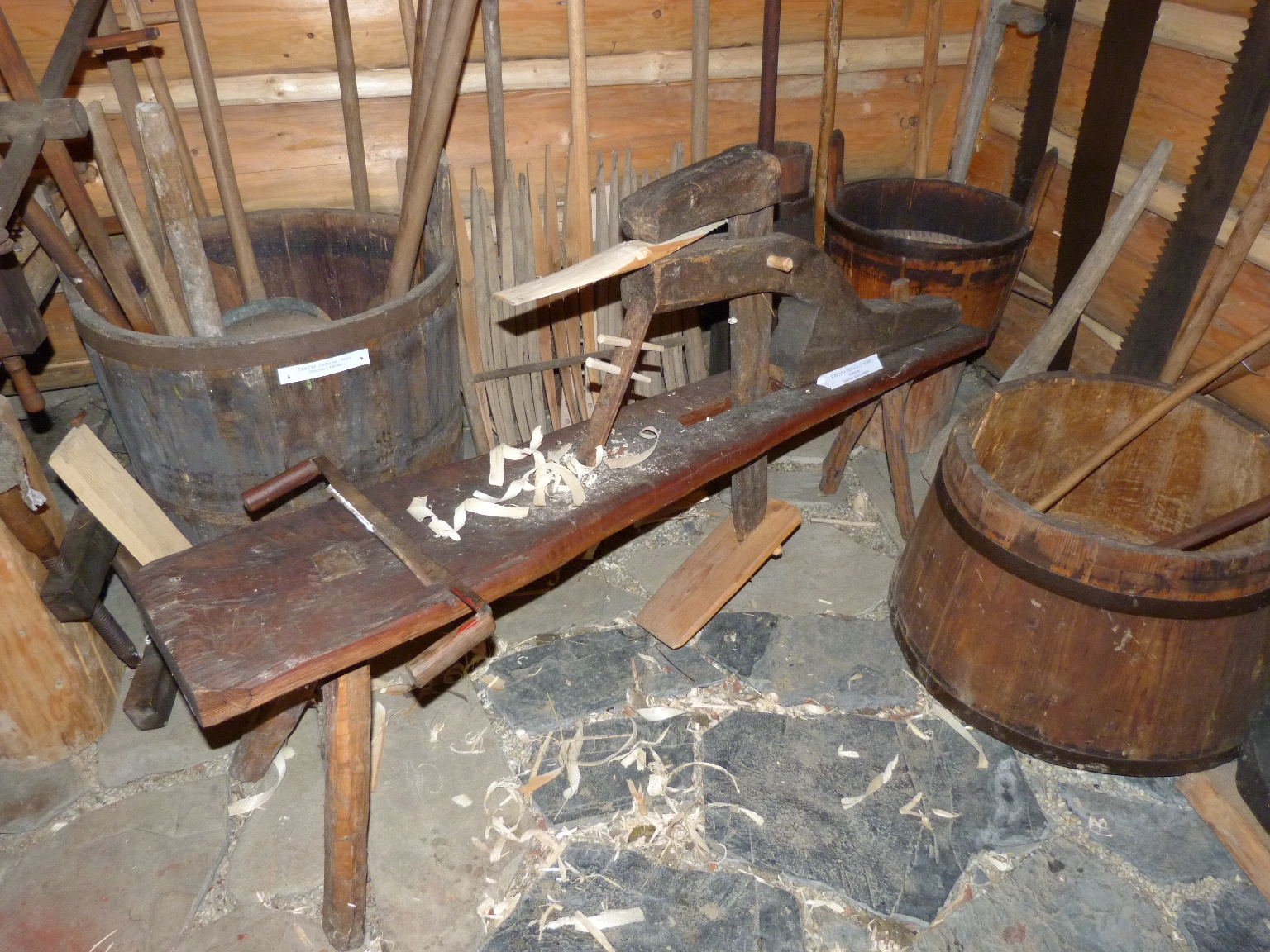
Strýcova stolica - nepostradatelný pomocník při výrově dřevěniny

Dřevo hrálo v dřívějších dobách zásadní roli v životě držkovských občanů. V kraji, kde je „konec chleba a začátek kameňa“, neposkytovala chudá políčka, posetá balvany, výživu ani pasekářům, natož lidem z vlastní obce. Proto, oč Držkovjany připravila chudá pole, to jim musely vynahradit hory. Díky rozlehlému katastru obce, který je z velké části tvořen lesy, se v Držkové, podobně jako v dalších okolních obcích Podřevnicka, rozvinula podomácká výroba dřevěného nářadí a náčiní, neboli lidově – dřevěný porculán. Ovšem o nějakých dílnách či manufakturách zde nikdy nebyla žádná řeč. Každý výrobce, ať už měl práci se dřevem jako hlavní zdroj obživy, nebo jen sezónní přivýdělek, pracoval venku před stavením. Jen když byla krutá zima nebo nepohoda, stěhoval se do kůlny nebo přímo do světnice. Se dřevem pracoval nejen otec, ale do výrobního postupu byly zapojeny děti, ba i hospodyně. Každý dělal jen tu část, na kterou fyzicky a zručností stačil.
Nejčastěji bylo používané dřevo bukové (lopaty, lopatky šustáky, dénca), smrkové (šindele, v bednářství), lipové (troky, kadlby), jasanové (vidle, lepáky), ale i jiné. Důležité byly také samozřejmě nástroje pro opracování. Před průmyslovou výrobou některých nástrojů všechno potřebné nářadí vyráběl místní kovář. Přesto zůstalo mnoho typů nástrojů, které strojově nikdy vyráběny nebyly. Podle způsobu, jak na nástroje lidská ruka působí, je můžeme rozdělit do několika skupin: nástroje, na které působí člověk úderem (různé sekery, dláta, také motyčka kopačka, krňa), tahem (nejrůznější pily a pilky, pořízy různých tvarů a velikostí, škobly, škrabky, šindelářské výstruhy, hoblíky), rotací (vrtáky, nebozezy, soustružnické nože). Kromě kovaných železných nástrojů se používaly dřevěné šablony, kružidla, přichycovadla a za vůbec nejdokonalejší a dosud stále nenahraditelný nástroj/pomůcku, používanou téměř při každém výrobním postupu, je považována dřevěná stolice zvaná také strýc. Tato „stolica“ sloužila k přidržování a upevňování obráběného výrobku.